# Colour Me Free!
Albums de Joss Stone
Introducing Joss Stone
(2007) LP1
(2011)
Singles
Colour Me Free! est le quatrième album studio de Joss Stone. Il est sorti le 20 octobre 2009 aux États-Unis et le 2 novembre 2009 dans le reste du monde.

## Liste des titres
1. Free Me - 3:53
2. Could Have Been You - 4:52
3. Parallel Line - 4:26
4. Lady - 4:22
5. 4 and 20 - 5:06
6. Big 'Ol Game - 4:30
7. Governmentalist - 5:42
8. Incredible - 2:46
9. You Got the Love - 3:35
10. I Believe It to My Soul - 4:19
11. Stalemate - 4:18
12. Girlfriend on Demand - 4:30
13. Mr Wankerman (Hidden Track) - 13:44

## Sortie
| Pays        | Date             | Label  |
| ----------- | ---------------- | ------ |
| États-Unis  | 20 octobre 2009  | Virgin |
| Canada      | 20 octobre 2009  | EMI    |
| Italie      | 30 octobre 2009  | EMI    |
| Allemagne   | 30 octobre 2009  | EMI    |
| Autriche    | 30 octobre 2009  | EMI    |
| Suisse      | 30 octobre 2009  | EMI    |
| Royaume-Uni | 2 novembre 2009  | EMI    |
| Espagne     | 3 novembre 2009  | EMI    |
| Australie   | 6 novembre 2009  | EMI    |
| Japon       | 18 novembre 2009 | EMI    |